# Hervé Lebreton
Pour les articles homonymes, voir Lebreton.
Hervé Lebreton, né en 1971 à Blois, est un professeur de mathématiques, un militant et un essayiste français. Il est particulièrement connu pour être parvenu avec l'association « Pour une démocratie directe » à obtenir le détail d'utilisation par chaque député ou sénateur, de la réserve parlementaire.

## Militantisme
Il fonde l'association « Pour une démocratie directe » en 2008. Avec celle-ci, il initie en 2011, une action destinée à obtenir la transparence de l'utilisation de la réserve parlementaire. Il commence par solliciter le député de sa circonscription Jérôme Cahuzac puis la commission d’accès aux documents administratifs et enfin dépose un recours devant le tribunal administratif. Il obtient gain de cause le 25 juin 2013, quand le tribunal administratif ordonne la publication des données relatives à cette réserve pour l'année 2011 (150 millions d'euros au total),. Ces milliers de données obtenues, il les analyse, notamment avec l'aide de l'association Regards citoyens. Une représentation graphique de données statistiques a également été créée, subvention par subvention ; elle a été régulièrement citée par les médias.
En juillet 2013, le Sénat adopte un amendement à la loi sur la transparence de la vie publique qui impose la publication annuelle des subventions accordées, ceci pour chaque parlementaire. Début août 2013,  le ministère de l'intérieur publie deux listes, respectivement pour les années 2011 et 2012, des subventions accordées aux collectivités locales par les parlementaires (députés et sénateurs).
En 2016, il met en lumière l'attribution à certains parlementaires d'indemnités irrégulières.
En 2018, lors de la suppression de la réserve parlementaire, le rôle d'Hervé Lebreton est cité par la presse,. Cette même année, il publie un essai sur sa démarche.

## Tentatives électorales
En 2012 et en 2013, il se présente à la députation dans la troisième circonscription du Lot-et-Garonne, sans étiquette ; dans les deux cas, il est éliminé après le premier tour de scrutin.

## Publication
- Hervé Lebreton. Je veux vivre en démocratie. Éditions Max Milo, 218 p.  (ISBN 978-2-315-00825-4).